# Hermann Pernsteiner
Hermann Pernsteiner (* 7. August 1990 in Oberwart) ist ein österreichischer Radrennfahrer in den Disziplinen Mountainbike und Straßenradsport.

## Karriere
Pernsteiner begann mit dem Radsport im Alter von elf Jahren bei einem Schülerrennen mit dem Mountainbikesport. Das hügelige Gelände seines Heimatorts Kirchschlag in der Buckligen Welt (Niederösterreich) nutzte er, um dort zu trainieren. 2004 trat er dem Mountainbike-Team Bucklige Welt bei, das sich laut Eigendefinition als Radverein mit besonderem Augenmerk auf der Förderung von talentierten Rennfahrern sieht. Diesem gehörte er bis 2012 an. Bereits 2011 machte er mit dem zweiten Platz beim U-23-Marathon der Europameisterschaft erstmals international auf sich aufmerksam.
Dieser Erfolg war dafür ausschlaggebend, dass Pernsteiner 2012 zum Team Rad.Sport.Szene Ausseerland wechselte. Mitte 2013 tat er sich mit Christina Kollmann zusammen und gründete das Fill Proforma Racing Team, das ab 2014 an internationalen Mountainbike-Marathons und -Etappenrennen, wie Alpentour, Brasil Ride, Bike Transalp, teilnahm. Pernsteiners Erfolge führten dazu, dass er 2015 einen Vertrag beim deutschen Team Centurion Vaude erhielt.
Neben Mountainbike-Rennen bestritt Pernsteiner ab 2016 auf Einladung des österreichischen UCI Continental Teams Amplatz-BMC auch Straßenrennen. Nach einem 16. Rang bei der Slowenien-Rundfahrt fuhr er bei der Österreich-Rundfahrt 2016 auf den sechsten Platz und wurde damit bester Österreicher. Nachdem er 2017 mehrere Straßenrennen erfolgreich bestritt – darunter auch die Österreich-Rundfahrt 2017 als drittbester Österreicher auf dem zwölften Platz – gelang es ihm bei der Tour d’Azerbaïdjan (von 3. bis 7. Mai 2017), seinen ersten internationalen Sieg auf der Straße einzufahren. Damit stand Pernsteiner endgültig im Rampenlicht, weshalb ihm für 2018 ein Vertrag beim UCI WorldTeam Bahrain-Merida angeboten wurde. Am 30. September 2017 gab Pernsteiner mit dem Sieg beim Feneberg MTB Extrem-Marathon seinen Abschied vom Mountainbikesport.
Bei seinem ersten Start für Bahrain-Merida bei der Volta a la Comunitat Valenciana wurde er 25. der Gesamtwertung. Beim UCI-WorldTour-Rennen Tour de Romandie belegte er den elften Gesamtrang. Bei der Tour of Japan wurde Pernsteiner Zweiter hinter Marcos García. Seinen ersten Sieg für sein neues Team Bahrain-Merida durfte Pernsteiner am 3. Juni 2018 beim Gran Premio di Lugano, bei dem er neun Italiener hinter sich ließ, feiern. Bei der Österreich-Rundfahrt 2018 wurde Pernsteiner trotz eines Sturzes auf der vorletzten Etappe, bei dem er sich die Schulter auskugelte und einen Finger brach, Zweiter der Gesamtwertung.

## Persönliches
Pernsteiner hat mit einem Gewicht von 55 bis 58 kg bei einer Größe von 168 cm beinahe ideale Körpermaße für einen Bergfahrer.

## Schulischer und beruflicher Werdegang
Nach dem Besuch der Volks- und Hauptschule Kirchschlag in der Buckligen Welt besuchte er die Höhere Bundeslehranstalt für wirtschaftliche Berufe in Oberwart, Bereich Tourismusmarketing und Kundenmanagement. Anschließend studierte er Training und Sport an der FH Wiener Neustadt.

## Erfolge
2012
- Österreichische Meisterschaft – MTB-Cross-Country (U23)

2014
- Österreichische Meisterschaft – MTB-Cross-Country

2015
- Österreichische Meisterschaft – Berg

2016
- Bester Österreicher Österreich-Rundfahrt

2017
- Gesamtwertung Tour d’Azerbaïdjan

2018
- Gran Premio di Lugano
- Bester Österreicher Österreich-Rundfahrt

## Grand-Tour-Platzierungen
| Grand Tour            | 2018 | 2019 | 2020 | 2021 | 2022 | 2023 |
| --------------------- | ---- | ---- | ---- | ---- | ---- | ---- |
| Giro d’ItaliaGiro     | –    | –    | 10   | –    | –    | –    |
| Tour de FranceTour    | –    | –    | –    | –    | –    | –    |
| Vuelta a EspañaVuelta | DNF  | 15   | –    | –    | –    | –    |